# Margaret Ogola
Margaret Atieno Ogola (12 tháng 6 năm 1958 – 21 tháng 9 năm 2011) là tác giả người Kenya của cuốn tiểu thuyết The River and the Source và phần tiếp theo của nó, I Swear by Apollo. "The River and the Source" kể về bốn thế hệ phụ nữ Kenya ở một đất nước và xã hội đang thay đổi nhanh chóng. Cuốn sách được đưa vào kỳ thi KCSE trong nhiều năm, và nó đã giành giải thưởng Commonwealth Writers' Prize năm 1995 cho cuốn sách đầu tay hay nhất, Khu vực Châu Phi. Ogola hoàn thành cuốn sách cuối cùng của mình, có tựa đề là "Mandate of the people", trước khi mất và nó sẽ được phát hành sau đó. Bà cũng là người nhận được giải thưởng "Familias Award for Humanitarian Service" của World Congress of Families.
Ngoài sự nghiệp viết lách, Ogola còn phục vụ với tư cách là bác sĩ nhi khoa và là giám đốc y tế của Cottolengo Hospice, một nhà tế bần cho trẻ mồ côi HIV và AIDS.

## Cuộc đời
Bà học tại trường trung học phổ thông Thompson's Falls và là học sinh giỏi nhất toàn trường. Bà cũng học tại trường nữ sinh Alliance. Tại Đại học Nairobi, bà đã lấy được bằng tốt nghiệp đầu tiên, Cử nhân Y khoa & Phẫu thuật, vào năm 1984.
Sau khi tốt nghiệp, bà làm nhân viên y tế tại Bệnh viện Quốc gia Kenyatta. Năm 1990, bà lấy bằng Thạc sĩ Y khoa về Nhi khoa tại Đại học Nairobi. Bà cũng đã lấy bằng hậu tốt nghiệp về Kế hoạch và quản lý các dự án phát triển tại Đại học Công giáo Đông Phi năm 2004. Bà là cố vấn cho các giám mục Công giáo Kenya về các vấn đề gia đình và sức khỏe, và là thành viên của Opus Dei.
Bà đã từng trải qua hóa trị liệu cho bệnh ung thư. Ogola đã kết hôn với Tiến sĩ George Ogola, có bốn đứa con và hai đứa con nuôi.

## Công việc
Ogola là một bác sĩ nhi khoa tại Nairobi và là giám đốc y tế của Cottolengo Hospice, một nhà tế bần cho trẻ mồ bài HIV và AIDS. Bà cũng là Phó chủ tịch của Family Life Counselling (Kenya) và quan tâm đến việc trao quyền cho phụ nữ.
Bà là Thư ký Điều hành Quốc gia của Ủy ban Sức khỏe & Đời sống Gia đình của Hội nghị Giám mục Kenya (1998–2002).
Từ 2002 đến 2004, bà là Điều phối viên Quốc gia của "Hy vọng cho Sáng kiến Trẻ em Châu Phi", một sự hợp tác của một số tổ chức phi chính phủ quốc tế bao gồm Plan, CARE, Save the Children, Society for Women and AIDS, World Conference For Religion and Peace và World Vision. Mục tiêu chính của Sáng kiến là nâng cao năng lực của các cộng đồng châu Phi, vận động, chăm sóc và hỗ trợ trẻ em bị ảnh hưởng bởi HIV/AIDS và ngăn ngừa sự lây lan của HIV.
Bà cũng đã giúp đỡ trong việc thành lập và quản lý Phòng khám HIV / AIDS (Tháng 4 năm 2004, tháng 4 năm 2005), một phòng khám dành cho PLWAs. Phòng khám cung cấp VCT, điều tra cơ bản bao gồm CD4, điều trị NTCH, cung cấp ART và hỗ trợ dinh dưỡng cho 1000 người từ các khu ổ chuột xung quanh: phụ nữ, nam giới và trẻ em.
Ngoài ra, bà còn là Thư ký Điều hành Quốc gia: KEC – CS: Ủy ban Sức khỏe & Đời sống Gia đình. Bà một lần nữa đứng đầu Ủy ban Thư ký Công giáo. Ủy ban đã hợp tác với 500 Đơn vị Y tế Công giáo & Cộng đồng trên khắp Kenya cung cấp dịch vụ cho hơn 5 triệu trường hợp hàng năm.
Tiến sĩ Ogola được bổ nhiệm làm thành viên của Hội đồng quốc gia về dịch vụ trẻ em.
Năm 1999, bà cũng là người nhận giải thưởng "Familias Award for Humanitarian Service" của World Congress of Families tại Geneva, Thụy Sĩ.

## Sự nghiệp văn chương
Bà đã viết ba cuốn tiểu thuyết, một cuốn tiểu sử và một cuốn cẩm nang dành cho cha mẹ.
"The River and the Source", một cuốn tiểu thuyết được đưa vào trong các trường học ở Kenya và đã giành được giải thưởng Jomo Kenyatta Prize cho Văn học năm 1995 và giải thưởng Commonwealth Writers' Prize năm 1995 cho cuốn sách đầu tay hay nhất ở châu Phi. Nó đã được dịch sang tiếng Ý, tiếng Litva và tiếng Tây Ban Nha. Cuốn sách mô tả cuộc sống thay đổi chóng mặt của 4 thế hệ phụ nữ Kenya.
"I Swear by Apollo", một cuốn tiểu thuyết khảo sát các vấn đề về y đức và câu hỏi về danh tính xác thực
"A Biography: A Gift of Grace", xem xét cuộc đời của giám mục, tổng giám mục và hồng y Công giáo đầu tiên ở Kenya, Đức Hồng y Maurice Michael Otunga (1923–2003).
"Educating in Human Love", một cuốn sách hướng dẫn trẻ em về tình dục, một cuốn cẩm nang dành cho cha mẹ
"Place of Destiny", một cuốn tiểu thuyết về một người phụ nữ chết vì ung thư và sự nổi dậy của một người từng đứa trẻ đường phố cũng như các vấn đề về nghèo đói. Quyển sách đã giành giải thưởng Jomo Kenyatta Prize cho Văn học.
Trong cuốn tiểu thuyết đầu tay của mình, Ogola nói:
"Cảm hứng cho cuốn sách này đến từ mẹ tôi, người đã truyền lại cho tôi trí tuệ và cuộc sống của chính mẹ và bà của bà ấy. Sức mạnh và điểm tựa này được tìm thấy trong gia đình châu Phi là phần quan trọng nhất trong văn hóa của chúng tôi, và cần được bảo tồn và nuôi dưỡng bằng mọi giá".

## Mục lục
- The River and the Source (1994) ISBN 9966-882-05-7
- Cardinal Otunga: A Gift of Grace with Margaret Roche (1999) ISBN 9966-21-426-7
- I Swear by Apollo (2002) ISBN 9966-882-72-3
- Place of Destiny (2005) ISBN 9966-08-062-7
- Người kể chuyện cho The odds against us – but there’s hope (VHS videocassette) Nairobi: Ukweli Video Productions, c2002.